# Cesare Cantù
Cesare Cantù (Brivio, Llombardia, 5 de desembre de 1804 — Milà, 1895) va ser un polític, historiador i literat italià.
Participà en el moviment patriòtic Jove Itàlia i formà del govern provisional durant la revolució del 1848. També va ser diputat del parlament italià (1852-61) i va formar part del grup de Vincenzo Gioberti i Cesare Balbo. Va escriure novel·les, poesia i assaig.

## Obres
- Margherita Pusterla (1838)
- Storia Universale (1838-46)